# Boring (Oregon)
Boring ist ein gemeindefreies Dorf (unincorporated community) im Clackamas County, Oregon, Vereinigte Staaten. Boring liegt etwa 37 km südöstlich des Zentrums von Portland, zwischen dessen Vorstädten Gresham und Clackamas. Der Ort hatte bei der Volkszählung 2020 1931 Einwohner.

## Geschichte
Der Ort wurde nach William H. Boring benannt, einem frühen Bewohner der Region. Boring war ein Veteran des Unionsheers, der sich nach dem Sezessionskrieg in Oregon niedergelassen hatte. Boring starb 1932 im Alter von 91 Jahren und wurde neben seiner Frau auf dem Friedhof Damascus Pioneer Cemetery begraben.
Boring wurde 1903 als Boring Junction in eine Flurkarte aufgenommen. Im selben Jahr eröffnete die Poststelle unter dem Namen Boring. Der Name wurde auch von der Eisenbahnlinie verwendet. 2005 strebten Einwohner von Boring für den Ort den Status eines village an, eines neuen Modells kommunaler Selbstverwaltung in Oregon. Nach einer polarisierenden Debatte wurde der Vorschlag jedoch 2006 in einer örtlichen Volksabstimmung knapp abgelehnt.
Der Name des Ortes wirkt im Englischen ungewöhnlich, da es sich bei boring auch um das englische Wort für langweilig handelt. Zur Förderung des Tourismus in beiden Dörfern ging Boring im Jahre 2012 eine wortspielerische Partnerschaft mit Dull in Schottland ein – auch dull kann mit langweilig übersetzt werden. 2013 wurde die Partnerschaft um das australische Verwaltungsgebiet Bland Shire erweitert; bland ist ein weiterer Ausdruck für langweilig, uninteressant.

## Wirtschaft

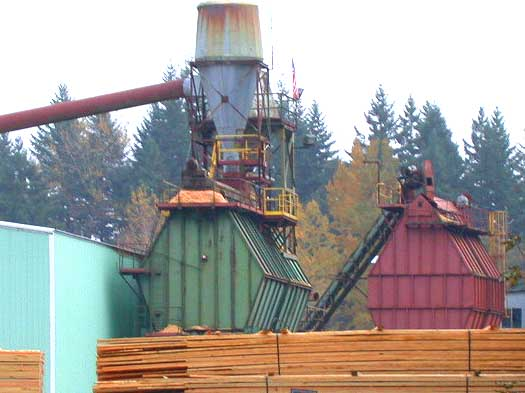
Sägewerk in Boring

Boring war im 20. Jahrhundert für seine holzverarbeitende Industrie bekannt. Die Portland Traction Company betrieb eine inzwischen stillgelegte Eisenbahnlinie von Portland über Gresham nach Boring. In den 1950er Jahren übernahmen die Bahngesellschaften Southern Pacific und Union Pacific eine Reststrecke für den Güterverkehr. Mittlerweile wurde ein großer Teil der Strecke für einen als Springwater Corridor bezeichneten Fernwander- und Radweg umgenutzt.

## In Boring geboren
- Maria Thayer (* 1975), Schauspielerin
- Ryan Crouser (* 1992), Kugelstoßer und Diskuswerfer